# 塔尔图和约 (俄国-爱沙尼亚条约)

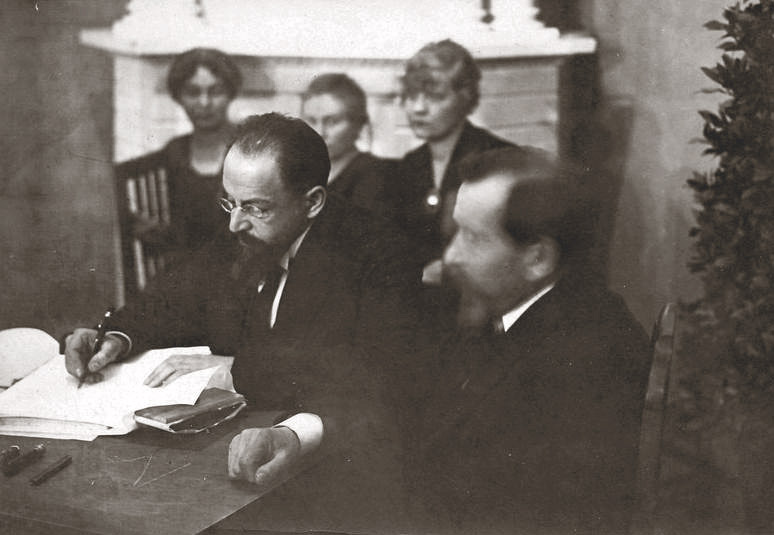
塔爾圖條約簽約。左為蘇俄代表阿道夫·越飛，右為愛沙尼亞代表简·波斯卡。

《塔尔图和约》（意為「塔爾圖和平」），又稱《塔尔图条约》，是在爱沙尼亚独立战争战后，于1920年2月2日由爱沙尼亚和苏俄两国政府之间在爱沙尼亚當時的首都塔尔图签署的和平条约。在此条约的条款中，苏俄政府无条件的承认爱沙尼亚共和国的独立，法理上永远放弃所有对爱沙尼亚领土的权利主张。

## 條約內容
《塔爾圖和約》規定愛沙尼亞和俄羅斯之間的邊界，確立愛沙尼亞人和俄羅斯人回國的權利，同時要求俄羅斯把愛沙尼亞在第一次世界大戰期間遷往俄羅斯的財產交還。俄羅斯同意清還沙皇時代累積的所有債務，向愛沙尼亞支付部分前俄羅斯帝國黃金儲備，約值1500萬盧布。此外，俄羅斯同意開發一百萬公頃林地和興建鐵路以連接莫斯科和愛沙尼亞邊境，而愛沙尼亞承諾允許俄羅斯蘇維埃聯邦社會主義共和國在塔林或其他港口建立一個自由港及在納爾瓦河興建發電站。

## 簽署者
愛沙尼亞方由 Jaan Poska 出席簽約，蘇俄方由阿道夫·阿布拉莫維奇·越飛出席。雙方亦有派出其他代表。

## 意義
《塔爾圖和約》被視為愛沙尼亞的「出生證明」，因其是第一個在法律上對該國的承認。該和約也對外交上被孤立的蘇俄有重大意義，列寧以該和約是「一個對西方帝國主義無可匹敵的勝利」而相當滿意。一些協約國的成員因為想要在國際上孤立蘇俄而反對該和約。

## 結果
在簽約後，蘇俄並未履行條約的某些項目。例如，塔爾圖大學的博物館學收藏品至今仍未從沃羅涅日歸還， 而愛沙尼亞人的遷移被阻止了。二戰期間苏德互不侵犯条约簽署後，愛沙尼亞又被蘇聯佔領，並於1940年成立爱沙尼亚苏维埃社会主义共和国。1944年，俄罗斯苏维埃联邦社会主义共和国奪取了塔爾圖和約中原本歸屬愛沙尼亞的今列宁格勒州和普斯科夫州部分土地。1991年第二次愛沙尼亞獨立後，愛沙尼亞和俄羅斯並未恢復塔爾圖和約規定的兩國國界。俄政府认为愛沙尼亞政權更迭，塔爾圖和約已经是没有法律效力的历史文件，而爱沙尼亚议会议长亨·珀吕埃斯在2020年新年贺词中表示，塔爾圖和約依舊有效，兩國國界應恢复到1918年状态。

## 參看
- 塔爾圖和約在 wikisouce 上的內容記載（英文）